# Basilepta nyalamense
Basilepta nyalamense là một loài bọ cánh cứng trong họ Chrysomelidae. Loài này được Tan in Tan & Wang miêu tả khoa học năm 1981.